# 国際水域
国際水域（こくさいすいいき、英語：international waters）または越境水（えっきょうすい）とは、大洋、大規模な海洋生態系、閉鎖海あるいは半閉鎖海、三角江、河川、湖沼、地下水系（帯水層）、湿原で、国境を超越している水系やその周辺地域をさす用語 。大洋や海洋などで、国家の管轄権が及ばない水域については公海や自由海という表現があてられる。
一般に、公海を航行する船舶は旗国の管轄下にある。また海賊や奴隷貿易についてはいずれの国もその管轄権を行使することができる。

## 公海

水色の排他的経済水域以外の青い部分が公海

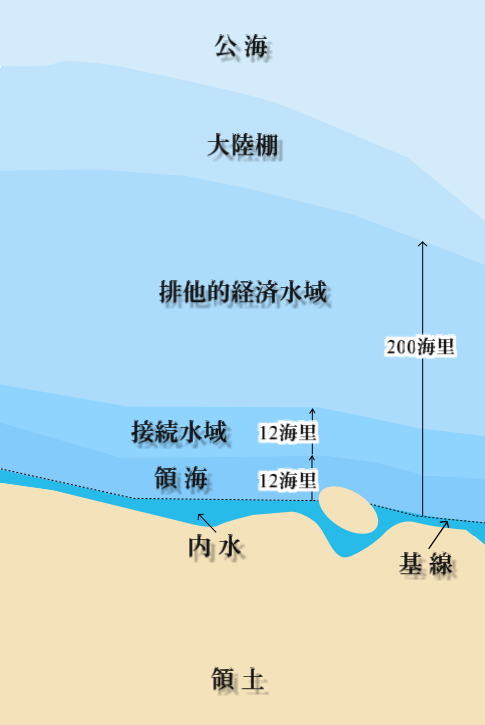
海における国際的な水域の分類

海洋法に関する国際連合条約（国連海洋法条約）の第86条では、公海について「いずれの国の排他的経済水域、領海若しくは内水又はいずれの群島国の群島水域にも含まれない海洋のすべての部分」としている。公海では国家の主権が及ばないとされている。なお、外国語で公海を「高い海」（英語で high sea、ドイツ語で Hohe See など）と表現するが、これは海岸から日出を見ると海がせり上がっていくように錯覚することにちなんでいる。
国連海洋法条約では第87条で公海の自由について次の通り定めている。
1 公海は、沿岸国であるか内陸国であるかを問わず、すべての国に開放される。公海の自由は、この条約及び国際法の他の規則に定める条件に従って行使される。この公海の自由には、沿岸国及び内陸国のいずれについても、特に次のものが含まれる。
a. 航行の自由
b. 上空飛行の自由
c. 海底電線及び海底パイプラインを敷設する自由。ただし、第6部の規定の適用が妨げられるものではない。
d. 国際法によって認められる人工島その他の施設を建設する自由。ただし、第6部の規定の適用が妨げられるものではない。
e. 第2節に定める条件に従って漁獲を行う自由
f. 科学的調査を行う自由。ただし、第6部及び第13部の規定の適用が妨げられるものではない。
2 1に規定する自由は、すべての国により、公海の自由を行使する他の国の利益及び深海底における活動に関するこの条約に基づく権利に妥当な考慮を払って行使されなければならない。
排他的経済水域は基線から200海里を超えてはならないとされ、また群島水域や領海も3海里から12海里となっており、海の自由は制限されているが、一方で沿岸国の権利は強化されている。

## 国際水路
国際条約においては半閉鎖海における航行の自由を設定しているものがある。
- 1857年のコペンハーゲン協約でエーレスンド海峡の通航税が廃止され、また同海峡とカテガット、スカゲラクの両海峡をあわせた「デイニッシュ海峡」（グリーンランドとアイスランド間のデンマーク海峡とは異なる）を国際水路とし、軍艦や商業船の北海・バルト海間自由航行を可能にした。
- 複数の協約によりボスポラス・ダーダネルス両海峡が自由航行のために開放されている。近年のものとしてはモントルー条約があり、これにより両海峡は国際水路の地位を保っている。

このほかにも国際条約において河川が開放されているものがあるが、河川は歴史的には国際水路とされていない。
- ドナウ川は国際水路と同等の地位を与えられ、内陸国であるオーストリア、ハンガリー、チェコスロヴァキア（現在ではスロヴァキアのみがドナウ川に面している）、ドイツ南部（ドイツ自体は北海とバルト海に面しており、内陸国ではない）から黒海への水路を確保している。

## 国際的な取り組み

### 条約・協定

#### 世界的なもの
- ロンドン条約（1972年）
- マルポール条約（1973年）
- 海洋法に関する国際連合条約（1984年）
- 国際水路の非航行利用に関する条約（1997年）

このほか国際水域に対する措置について、以下のような世界規模の条約がある。
- ラムサール条約（1971年） - 湿地を対象とする。
- 生物の多様性に関する条約（1992年） - 第12条、第13条は国境を跨ぐ水界生態系について言及している。

#### 地域的なもの
国際連合環境計画の地域海計画には少なくとも10の条約がある。
1. 西部・中部アフリカの大西洋沿岸（アビジャン条約、1984年）
2. 北東太平洋（アンティグア条約）
3. 地中海（バルセロナ条約）
4. カリブ海広域（カルタヘナ条約）
5. 南東太平洋（リマ条約、1986年）
6. 南太平洋（ヌメア条約）
7. 東アフリカ沿岸（ナイロビ条約、1985年）
8. クウェート地域（クウェート条約）
9. 紅海、アデン湾（ジッダ条約）

このほか淡水を扱うものとして、欧州経済委員会の国境を越える水路と国際湖の保護と利用に関するヘルシンキ条約がある。

#### 特定水域を対象としたもの
- バルト海（バルト海域の海洋環境保護に関するヘルシンキ条約、1992年）
- 黒海（ブカレスト条約、1992年）
- カスピ海（カスピ海の海洋環境保護に関する枠組み条約[リンク切れ]、2003年）
- タンガニーカ湖（タンガニーカ湖の持続的管理に関する条約、2003年）

### 国際的機関

#### 淡水
- 国際連合教育科学文化機関 (UNESCO) 国際水文学計画 (IHP)
- 国際流域組織ネットワーク (INBO)
- 国際帯水層資源分配・管理プロジェクト (ISARM)
- 国際水管理研究所 (IWMI)
- 国際自然保護連合水と自然イニシアティブ (WANI)

#### 海洋
- 国際海事機関 (IMO)
- 国際連合環境計画 （地域海計画）
- UNESCO政府間海洋学委員会 (IOC)
- 国際海洋研究所 (IOI)
- 国際自然保護連合世界海洋計画